# 키보 모듈

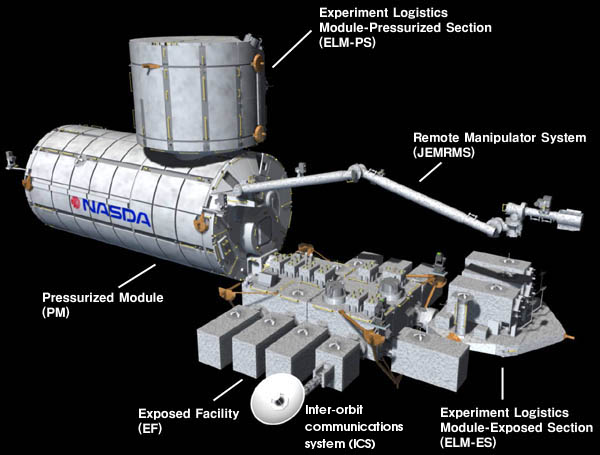
키보 모듈의 가상도

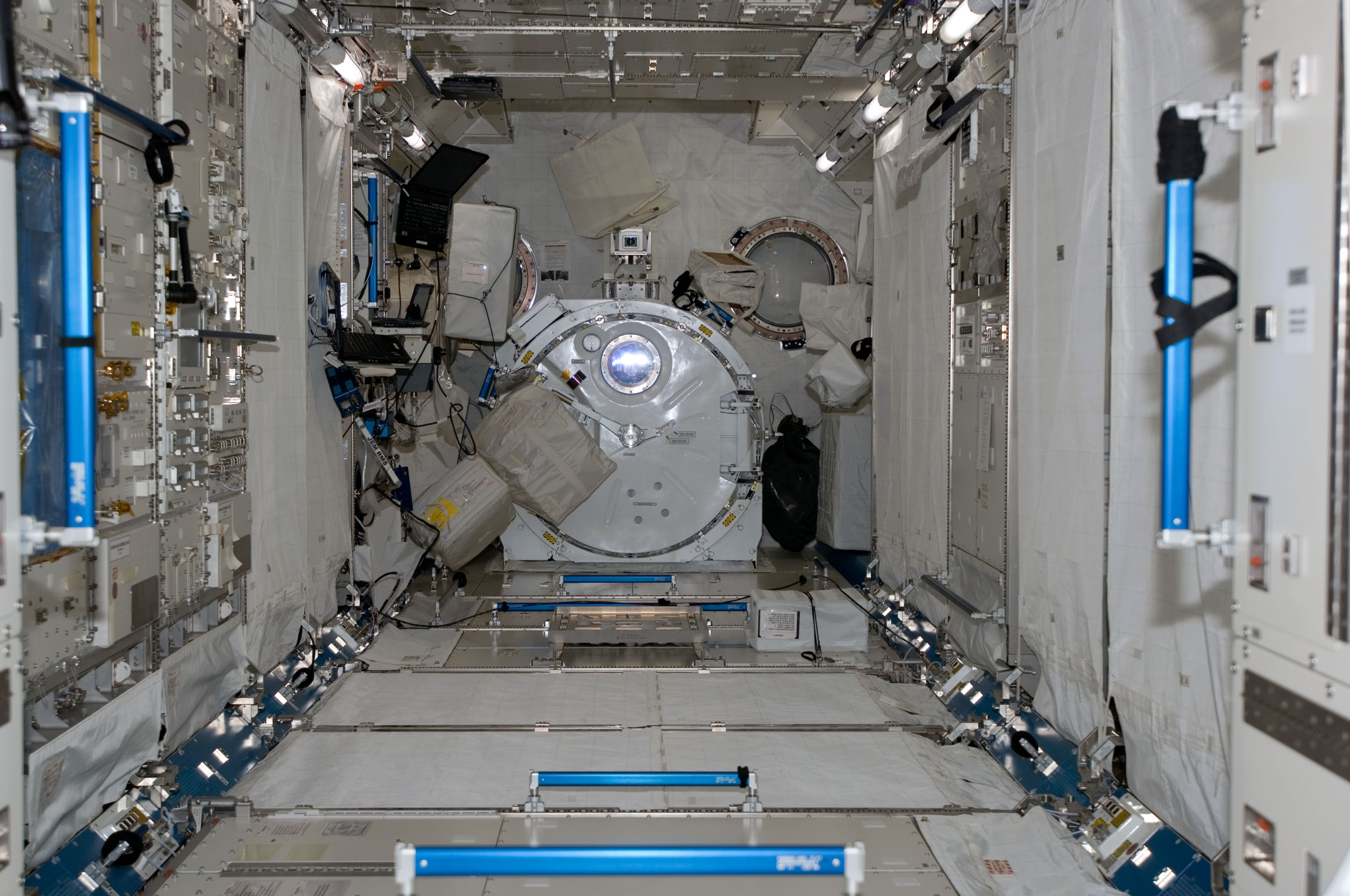
선내 실험실(PM)의 내부사진

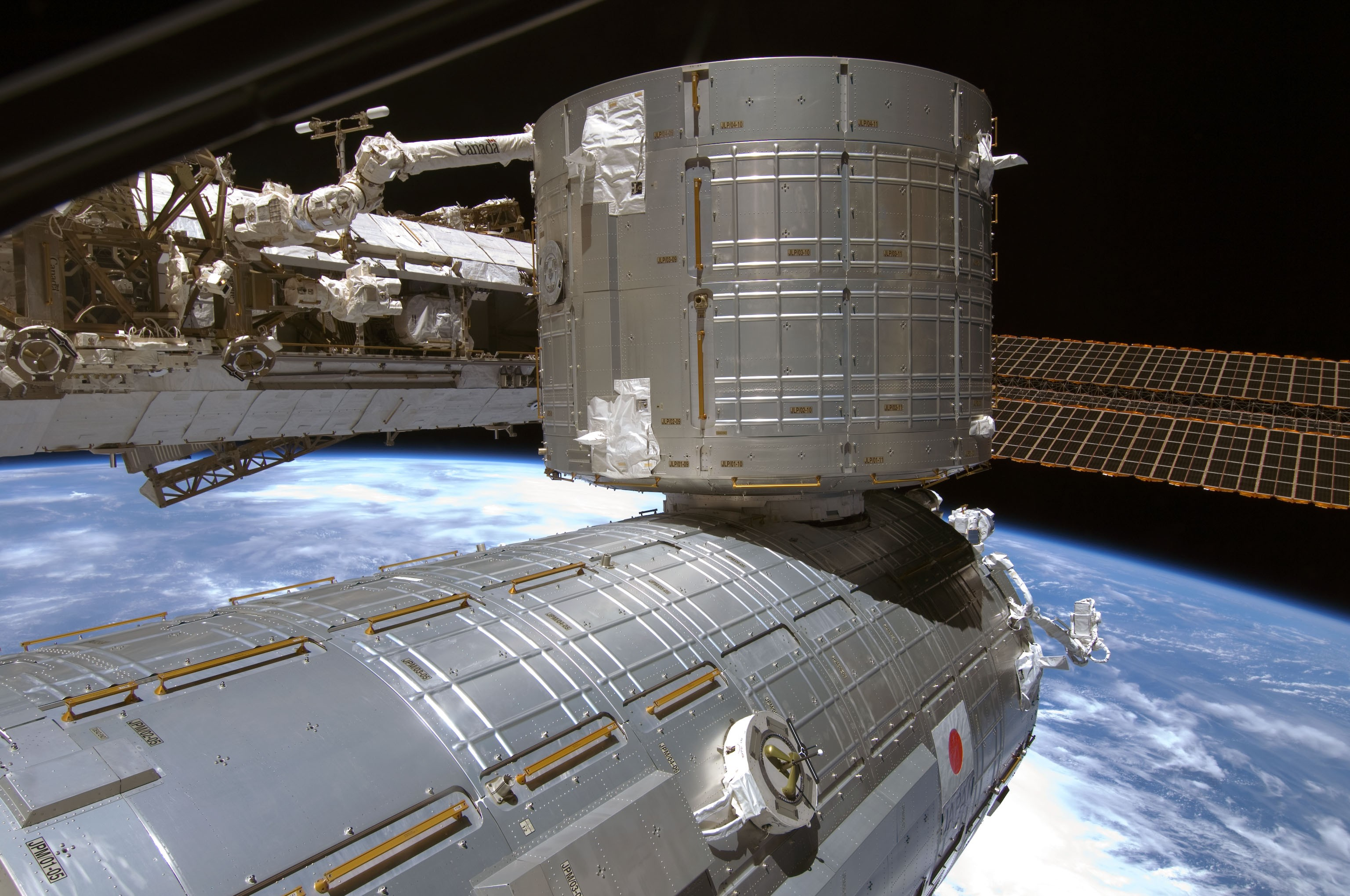
STS-124에서 우주왕복선이 국제 우주 정거장에 도킹중일 때 촬영한 사진. 윗 부분이 선내 보관실(ELM-PS)이고, 아래가 선내 실험실(PM)이다. 사진에는 없지만, STS-124에서는 JEMRMS 로봇팔도 PM에 부착하였다.

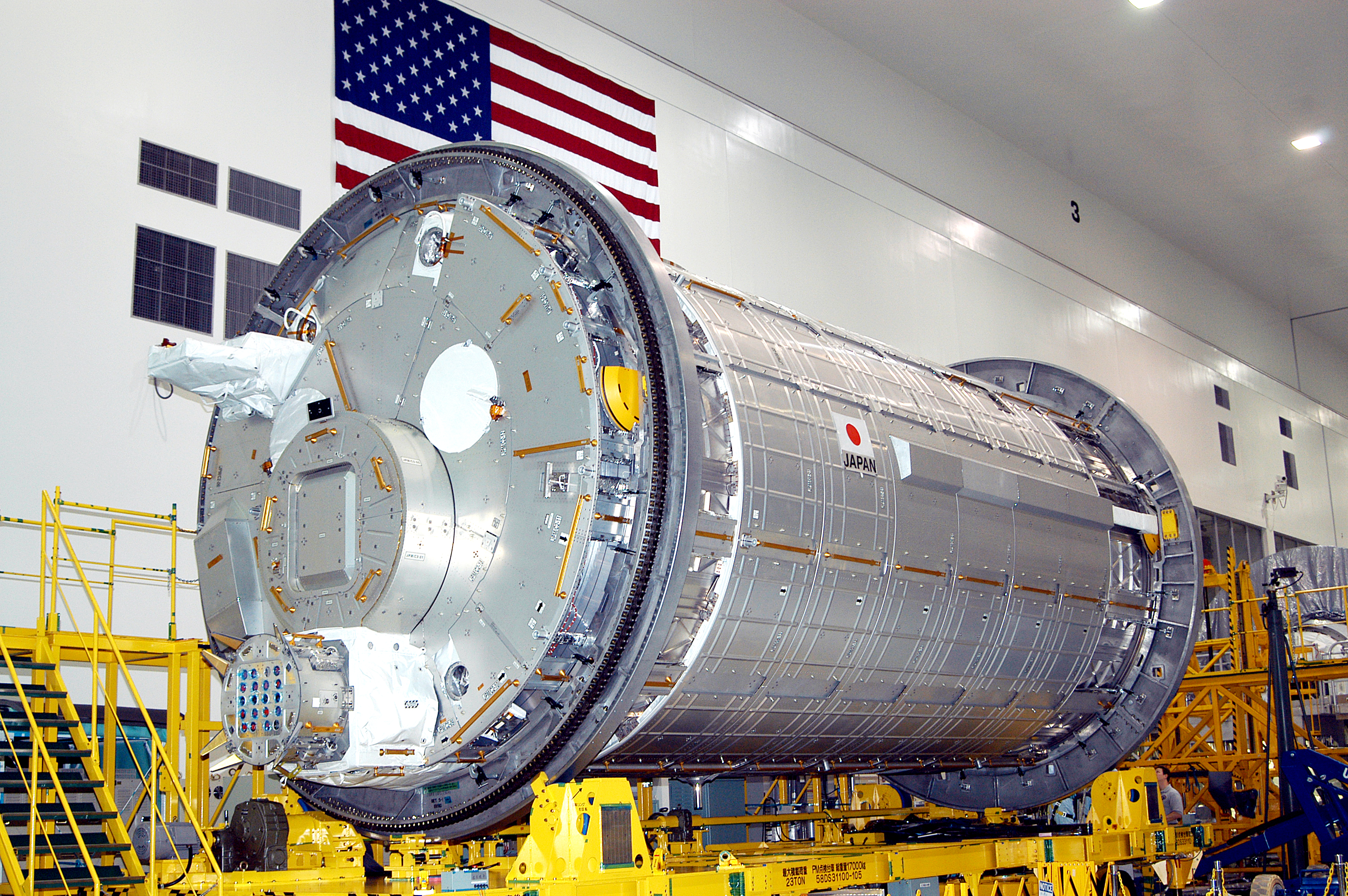
키보의 핵심인 선내 실험실(PM)

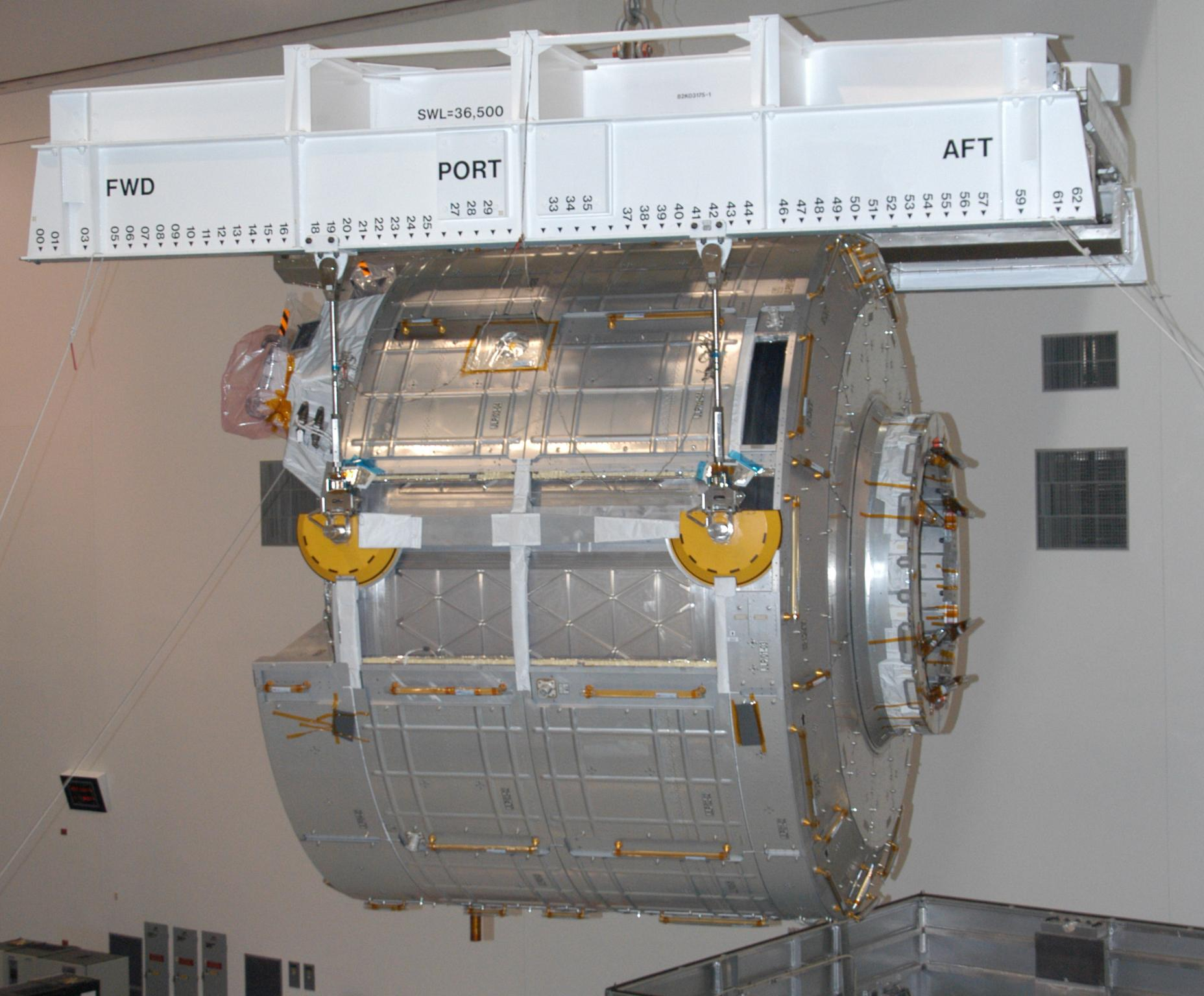
선내 보관실

키보(일본어: きぼう→희망) 또는 일본 실험 모듈(Japanese Experiment Module; JEM)은 국제 우주 정거장을 이루는 일본의 과학실험실 모듈이다. JAXA에서 개발했다. 키보는 국제 우주 정거장에서 단일 최대의 모듈이다. 세 번의 미국 우주왕복선 발사로 설치되었다.
2008년 3월 11일 STS-123 비행으로 선내 보관실(ELM-PS)을 하모니 모듈의 위에 붙였다. 같은 해 5월 31일 STS-124 비행으로 선내 실험실(PM)을 하모니 모듈의 옆에 붙이고, 선내 보관실(ELM-PS)를 하모니 모듈에서 분리한 다음, PM의 위에 붙였다. 그리고 JEMRMS를 선내 실험실(PM)에 붙였다. 2009년 7월 18일에 STS-127 승무원들의 우주 유영으로 선외 실험 플랫폼(EF)과 선외 팔레트(ELM-ES)가 설치되었다.(우측 그림 참조)
키보의 핵심인 선내 실험실(PM, Pressurized Module)은 원통형으로 생겼으며, 23개의 ISPR(International Standard Payload Rack)을 탑재할 수 있다. 그 중 10개는 과학 실험을 위한 것이며, 나머지 13개는 시스템과 저장 공간을 위한 것이다. ISPR은 국제 우주 정거장 내부에 설치하는 설치공간의 규격이다.

## 제원
- 압력 모듈(Pressurized Module)
  - 길이 : 11.19 m (36.7 ft)
  - 직경 : 4.39 m (14.4 ft)
  - 중량 : 14,800 kg (33,000 lb)

- Experiment Logistics Module
  - 길이 : 4.21 m (13.8 ft)
  - 직경 : 4.39 m (14.4 ft)
  - 중량 : 8,386 kg (18,490 lb)

## 개요
일본은 미국이 냉전 말기인 1980년대에, 서방의 결속의 상징으로서 우주 정거장 건설을 주장한 당초부터 참가를 희망하고 있었다. 계획 자체는 여러 번의 변천을 거쳤지만, 일본의 입장과 방침은 변함없이 일관해서 참가를 표명해 왔다. 그 안에서 일본은 비용면뿐만이 아니라, 구성하는 모듈의 건설에도 의욕을 나타내, 우주개발 사업단(NASDA·현 JAXA)이 제조·보유·운용을 담당하게 되었다. 개발비용은 약 1800억 엔으로 추측되고 있다.
키보에는 일본의 주권이 미치는 것에서부터 관제까지 모두 일본에서 실시하지만, 전력·폐열·자세 제어 등의 우주 기지에서의 기본적인 인프라를 미국측 모듈로부터 제공받는다. 이를 대가로 해 시설 사용권의 46.7%를 미국이 보유하고 있다. 또, 캐나다는 캐나담 2(로봇팔)의 제공에 의해 시설 사용권의 2.3%를 보유한다. 일본이 보유하는 시설 사용권은 나머지 51%이다.

## 역사
1982년 6월, 미국 항공우주국(NASA)의 당시 국장이 일본의 당시 과학 기술청 장관에게 처음으로 우주 정거장 계획의 참가 요청을 했다. 이것을 받아들여 1982년 8월, 일본 정부는 우주 개발 위원회에 우주 기지 계획 특별 부서를 설치해 검토를 개시했다. 1985년 5월에는, NASA와 일본 과학기술성의 사이에 우주 정거장 계획 예비 설계 이해 각서가 서명되어 일본에서도 설계 작업에 착수했다.
일본은 실험 모듈을 설치하는 것으로 계획에 참가하게 되었다. 이 때의 계획에서는, 이미 여압부(현재의 선내 실험실)와 폭로부(현재의 선외 실험 플랫폼), 각각의 보급부와 로봇 팔로 구성되어 현재의 키보와 대략적으로는 차이는 없다. 우주 정거장의 전체 계획이 크게 변화하는 가운데, 이렇다할 변경이 더해지지 않은 것은 특이하다고도 말할 수 있어 각 시대의 완성 예상도 중에서 일본의 구획은 용이하게 찾아낼 수 있었다.
우주 정거장의 전체 설계는 반복되고, 또 재검토되어 시기도 연기되어 왔지만, 이것은 미국측이 일방적으로 한 것으로, 일본측은 따를 수밖에 없었다. 일본이 담당한 부분은 실험실이며, 전력이나 생명 유지 등의 우주 정거장의 기간 부분에 관해서는 참가가 허가되지 않았다. 또, 수송은 우주 왕복선에 의존하고 있었다. 일본에는, 미국에 강력하게 이의를 제기할 만한 영향력은 없었던 것이다.
특히, 1993년에 행해진 변경으로 키보는 큰 영향을 받았다. 그전까지는 우주 정거장의 진행 방향 전측에 거주 모듈과 우주 왕복선의 도킹 장치가, 후측에 일본과 유럽의 실험 모듈(현재의 키보와 콜롬버스)을 설치할 계획이었지만, 이 변경으로 일본과 유럽의 모듈 설치 위치는 진행 방향 전측으로 설정되었다. 또, 진행 방향과 평행으로 설치될 예정이었던 물건이 옆쪽으로 변경되었다. 이 장소는 파편과 충동할 가능성이 높았기 때문에, 키보에는 모듈 보호용 장갑판이 추가되었다.
키보는 우주 왕복선 등에 의해서 3회에 걸쳐 국제 우주 정거장으로 옮겨져 조립할 수 있다. 당초에는 2006년부터 2008년 사이에 우주로 옮겨지고 운용이 시작될 예정이었다. 그러나, 2003년 2월에 컬럼비아 우주왕복선이 공중 분해, 승무원 전원이 사망하는 사고가 발생해, ISS 건설이 연기되었다. 또 미국 항공우주국(NASA)은 우주 왕복선 사용을 2010년까지로 했기 때문에, 이 해에 ISS 건설도 사실상 건설이 종료된다고 생각된다. 키보의 발사도 상당한 지연이 예상되었지만, 2006년 3월의 미·일 협의에 의해서 2007년에서 2009년 사이에 발사하는 것으로 최종 합의했다.
이 합의에 근거해, 키보의 첫 발사가 되는 ELM-PS 모듈은, 2008년 3월 11일에 발사된 인데버 우주왕복선의 STS-123 비행으로 우주로 옮겨져 같은 달 14일 국제 우주 정거장에 장착되어 다음날인 15일부터 운용이 시작되었다(날찌는 모두 일본 시간). 이후, 2009년까지 모든 모듈과 키보에서 사용하는 실험 장치나 물자를 수송하는 HTV가 발사되어 본격적인 운용을 개시할 예정이다.

## 선체
키보는 여압부인 선내 실험실(PM)과 선내 보관실(ELM-PS), 폭로부인 선외 실험 플랫폼(EF)과 선외 팔레트(ELM-ES), 키보 전용 머니퓰레이터(manipulator)인 로봇팔(JEM-RMS), 위성간 통신 시스템(ICS)이라고 하는 6개의 주요 부위로 구성되어 있다.

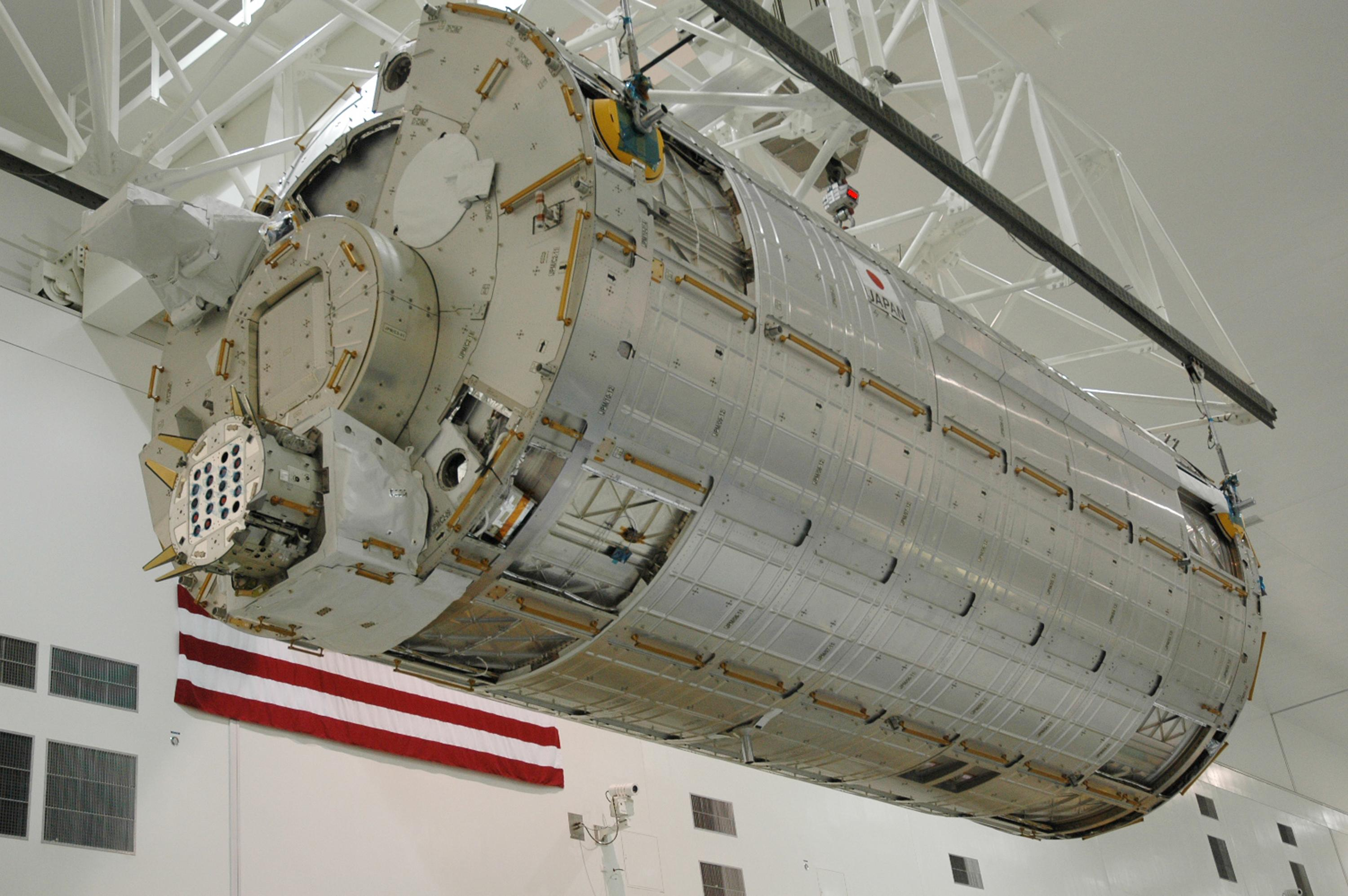
선내 실험실의 외관

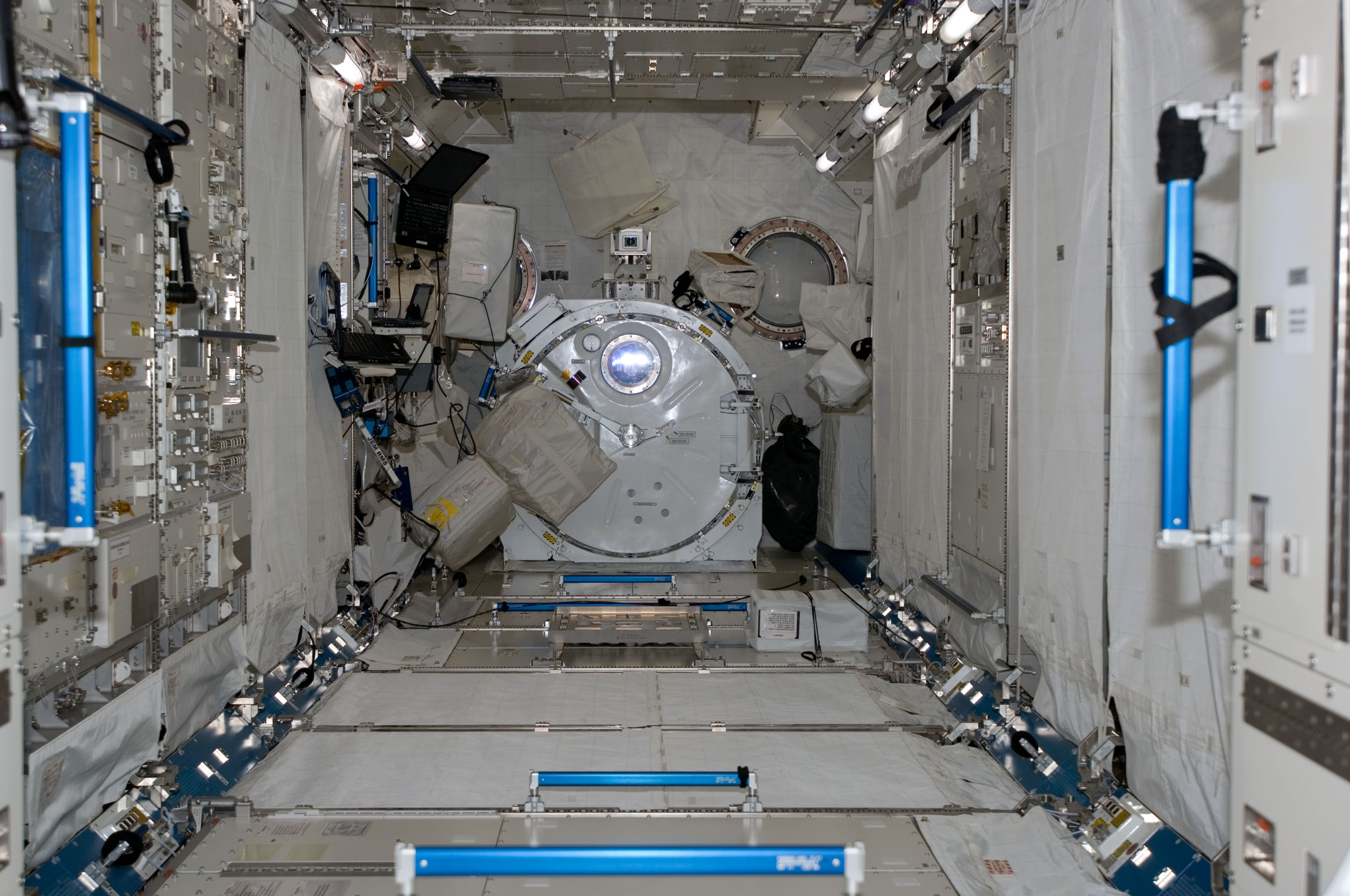
선내 실험실 내부(2008년 6월)

### 선내 실험실(PM)
선내 실험실은 키보 모듈의 중심이 되는 부분이다. 지상과 같은 1기압의 공기가 유지되어 우주비행사는 셔츠 한 장으로 생활할 수 있고, 최대 4명이 동시 탑승할 수 있다. 주로 미세 중력 환경을 이용한 실험을 실시한다. 내부에는 키보 전체의 시스템을 관리·제어하는 장치나 실험 설비를 갖출 수 있는 23개의 ISPR을 설치할 수 있도록 설계되었고, 그 중 10개는 실험용으로 사용하는 것이 예정되고 있다. 선외 실험 플랫폼에의 화물의 출납을 실시하는 에어록도 장비되고 있다(크기가 작기 때문에 우주복을 입은 인간의 출입은 할 수 없다). 이것들을 사용해, 천문 관측, 지구 관측, 재료의 실험이나 제조, 생활과학(우주 의학·생물 등), 통신 등의 실험을 한다.
선내 실험실은, 우주 왕복선으로 발사하는 ISS 모듈 중에서도 최대(데스티니도 웃돈다)이기 때문에, 중량 제한으로 발사시의 우주 왕복선 STS-124는 센서 부착 검사용 연장 붐(OBSS)을 탑재할 수 없었다. 이 때문에, 이전에 선내 보관실을 수송한 STS-123은, OBSS를 ISS에 남기고 귀환해서, STS-124는 이것을 사용해 점검을 실시한 후, 지구로 가지고 돌아갔다. 또, 선내 실험실에 탑재하는 락도 최소한으로 설치하지 않을 수 없어, 시스템 기기용 락 중 5개를 미리 선내 보관실에서 수송했다. 선내 실험실과 함께 발사 되는 락만으로는 1계통만의 시스템이 구성이 가능하지만, 선내 보관실로부터 락을 이전하는 것으로, 본래 필요한 2 계통의 시스템을 구성할 수 있었다.
- 형상 : 원통형
- 직경(외부) : 4.4m
- 직경(내부) : 4.2m
- 전체 길이 : 11.2m
- 건조 중량 : 15.9t
- 탑승 인원 : 통상 2명, 최대 4명(시간제한), 거주 설비는 미국 모듈에 의존
- 탑재 락 : 총 23개
- 시스템 기기용 락 : 11개
- 실험 락 : 10개
- 냉장고 락 : 1개
- 보관 락 : 1개
- 전력 : 직류 120 V·최대 24kW
- 통신 제어 : 32비트 계산기 시스템, 고속 데이터 전송 최대 100Mbps
- 환경 제어 성능 : 온도：18.326.7도, 습도：2570%

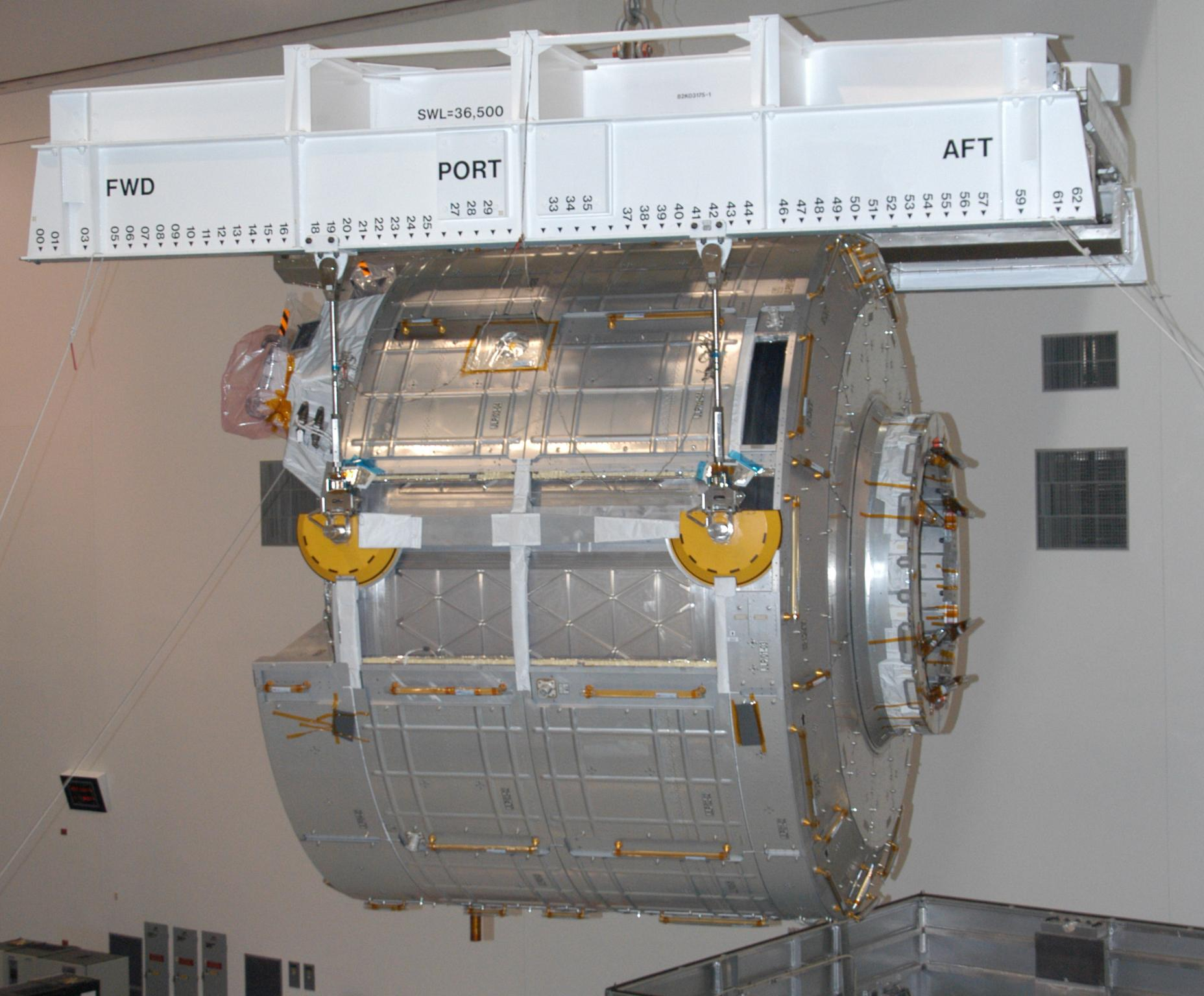
선내 보관실(ELM-PS)

- 수명 : 10년 이상

### 선내 보관실(ELM-PS)
궤도상에서 보관실로서 사용되는 부분이다. 일본이 쏘아 올린 첫 유인 시설이 되었다. 실험실과 같이 1기압이 유지되어 8개의 락을 탑재할 수 있다. 발사시에는 선내 실험실의 시스템 기기용 락 5개, 실험 락 2개, 보관 락 1개를 탑재하고 있었다. 이것들은 선내 실험실 발사후에 이전되었다. 반면, 선내 보관실에는 아무것도 설치되어 있지 않은 상태가 된다.
상부가 비스듬하게 된 것 같은 형상이 되어 있지만, 여기에는 선외 실험 플랫폼과 같은 실험장치 교환기구가 1개 준비되어 있다. HTV 도착시에, 선외 팔레트를 여기에 임시로 두고, HTV의 폭로 팔레트를 다는 장소를 비우기 위해서 사용한다. 임시로 두는 동안도 전력의 공급이나 통신이 가능하다.
당초 계획에서는, 우주 왕복선으로 운용이 종료된 락이나 자료를 지상에 수송하거나 새로운 락이나 실험 재료를 ISS에 수송하는 것을 고려하고 있었다. 그러나, 셔틀 운용이 ISS 완성과 동시에 종료되는 것이 예상되고 있어, 가지고 돌아가지 않는 것을 전제로서 우주 왕복선의 부붐 탑재에 필요한 부품의 일부를 떼어내 버렸다.
- 형상 : 원통형
- 직경(외부) : 4.4m
- 직경(내부) : 4.2m
- 전체 길이 : 4.2m
- 건조 중량 : 4.2t(발사시 8.4t)

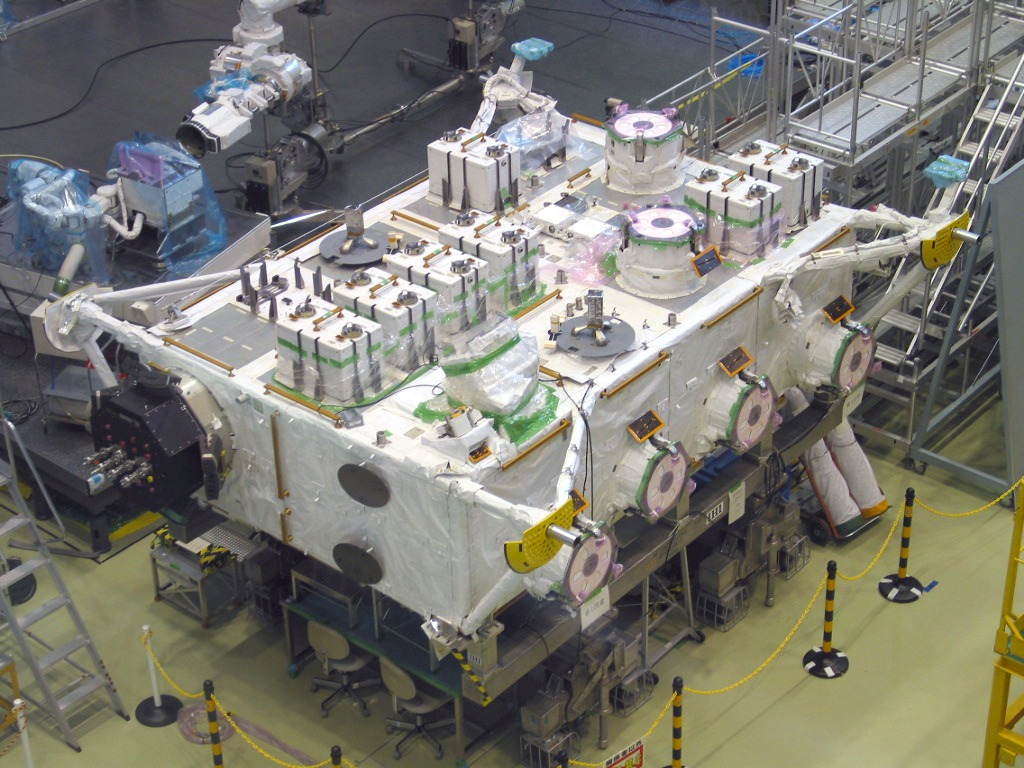
선외 실험 플랫폼

- 탑재 락 : 8개
- 전력 : 직류 120 V·최대 3kW
- 수명 : 10년 이상

### 선외 실험 플랫폼(EF)
선외 실험 플랫폼은 미중력·진공의 우주 환경을 이용해, 과학 관측, 지구 관측, 통신, 공학 실험, 재료 실험을 실시하는 다목적 실험 공간이다. 선외 실험 장치나 위성간 통신 장치를 달아 교환할 수 있는 12의 결합부가 있어, 이것에 의해서 여러 가지 실험을 실시한다.
첨단 기술의 집합체인 결합부는, 2J/A 미션에서는 선외 팔레트를 다는 데 사용된다. 로봇팔로 2기의 실험장치와 위성간 통신 안테나를 선외 실험 플랫폼으로 이전한 후, 선외 팔레트는 떨어져나간다. 이후에는, HTV가 도착했을 때에 HTV의 폭로 팔레트를 다는 데 사용된다.
- 형상 : 상자 모양
- 폭 : 5.0m
- 길이 : 5.2m
- 높이 : 3.8m
- 질량 : 4.1t
- 실험장치 부착 장소 : 12개소
  - 시스템 기기용 : 2개소
  - 실험장치 설치용 : 9개소
  - 실험장치 임시 설치용 : 1개소
- 전력 :　직류 120 V·최대 11kW
  - 시스템 기기용 : 최대 1kW
  - 실험장치용 : 최대 10kW
- 통신 제어 : 16비트 계산기 시스템, 데이터 전송 속도：최대 100Mbps

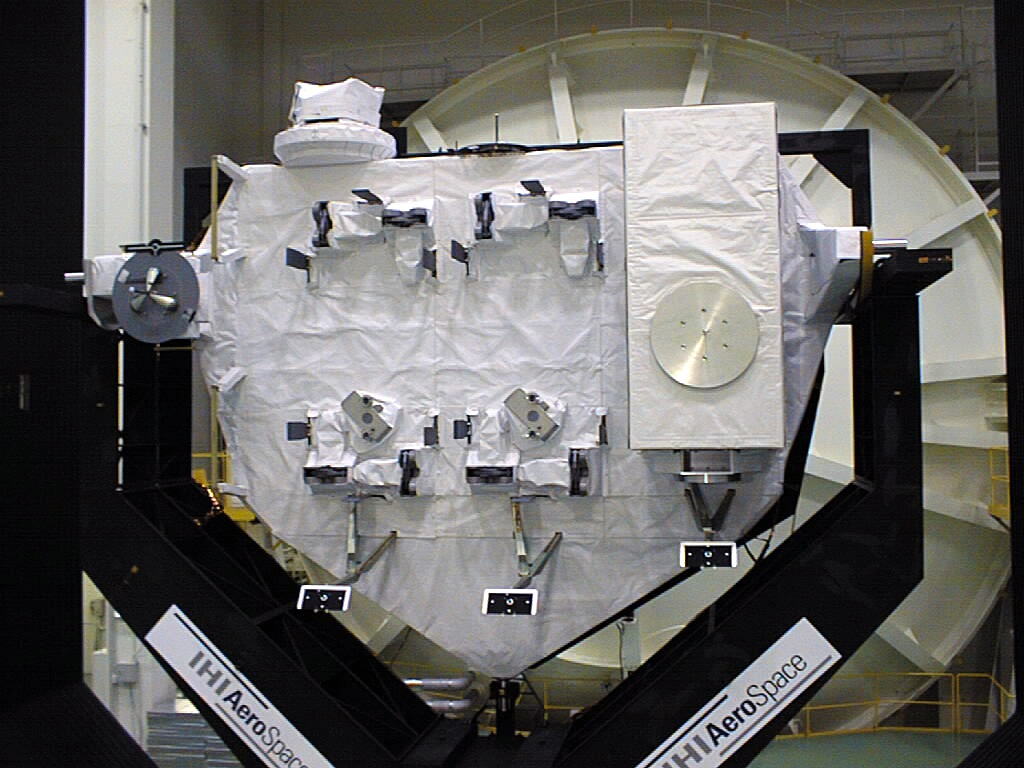
선외 팔레트

- 환경 제어 성능 : 없음
- 수명 : 10년 이상

### 선외 팔레트 (ELM-ES)
선외 실험 플랫폼에 다는 선외기기를 3기 달아 우주 왕복선으로 수송하기 위한 팔레트이다. 선내 보관실과 같이 우주왕복선에 의한 여러 차례의 이용을 상정해 설계되어 기기의 지상 회수도 가능하다.
2J/A 미션에서는, 선외 실험장치 2기(MAXI,SEDA-AP)와 위성간 통신 시스템을 탑재한다. 선내 보관실과 달리, 탑재 기기는 즉시 선외 실험 플랫폼에 이전되어 선외 팔레트는 공하로 우주 왕복선의 페이로드 베이에 되돌려져, 지구로 가지고 돌아간다. 이것은 선외 팔레트 부착부를 HTV가 사용하기 위해서이다. 가지고 돌아간 선외 팔레트를 재사용할 예정은 없지만, 셔틀 운용 중에 선외 실험 장치를 셔틀로 수송할 필요가 생겼을 경우에는 사용 가능하다.
- 형상 : 프레임형
- 폭 : 4.9m
- 길이 : 4.1m
- 높이 : 2.2m(실험장치를 포함한다)
- 질량 : 1.2t(실험장치를 포함하지 않는다)
- 실험장치 부착 장소 : 3개소
  - 실험장치 2개＋ORU 23개로 하는 일도 가능

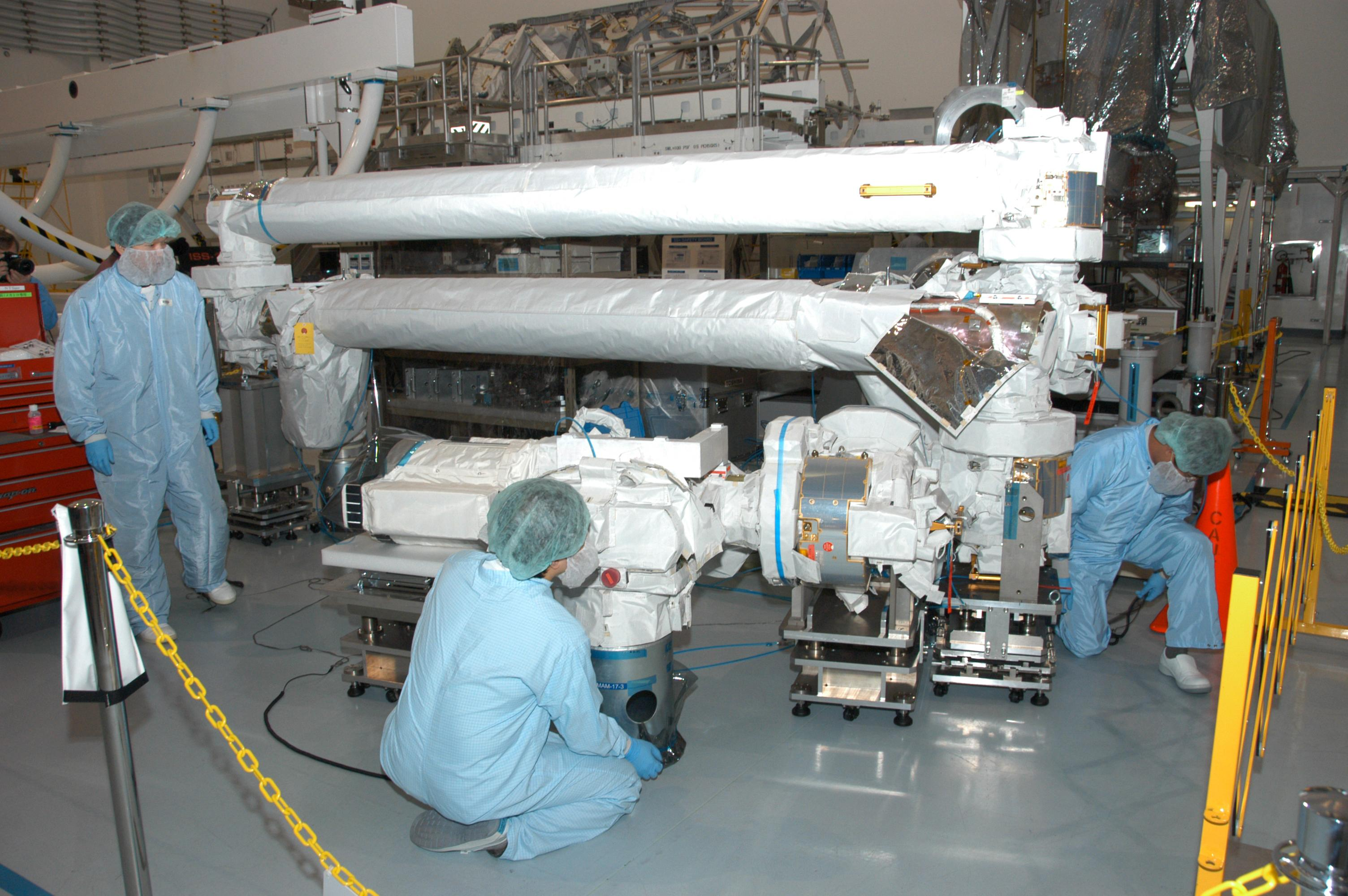
로봇팔(JEM-RMS)

- 전력 :　직류 120 V·최대 1kW
- 환경 제어 성능 : 없음
- 수명 : 10년 이상

## 로봇팔(JEM-RMS)
실험이나 선체의 보전 작업 지원에 사용되는 로봇(머니퓰레이터(manipulator)). 전체 길이 10 m 의 주 팔과 2.2 m 의 두 개의 보조 팔로 이루어져 있다. 로봇팔 작업대 위에 부착되어 거기에서 작동된다. 팔은 각각 6개의 관절을 가져, 인간의 팔과 같은 동작이 가능하다.

## 위성간 통신 시스템(ICS)
키보의 운용을 효율적으로 실시하기 위해, 선외 실험 플랫폼에는 직경 약 80 cm 의 안테나를 가지는 장치를 설치한다. 이것과 JAXA의 데이터 중계 기술 위성(DRTS)을 이용해, 츠쿠바 우주 센터와의 사이에 데이터·영상·음성 등의 쌍방향 통신을 실시한다. DRTS 위성이 1기밖에 없어 연속 통신은 불가능하기 때문에, 관제에는 사용하지 않고 대용량의 실험 데이터 송수신 등에 사용한다. 통신 속도는 지상에의 다운링크가 50 Mbps, 지상으로부터의 업링크가 3 Mbps이다.

## 실험 장치
키보는 실험 시설이며, 우주 실험을 실시하는 것이 이용 목적이다. 우주 왕복선의 중량 제한 때문에, 발사시에는 일부의 실험 장치밖에 탑재되지 않고, 2009년과 2010년에 HTV에 실험장치를 탑재해 수송한다. 이후의 계획은 미정이지만, 키보의 탑재 공간에는 여유가 있어, 계속해서 새로운 실험장치가 탑재되리라고 생각된다.
덧붙여 키보의 이용권의 47%는 미국이 보유하고 있기 때문에, 실험장치의 반수는 NASA가 설치할 예정이다.

### 선내 실험실의 실험장치
미국, 유럽과 공통의 국제 표준 실험 락(ISPR)을 JAXA가 5기, NASA가 5기 설치할 예정이다. NASA는 일부의 실험장치를 데스티니로부터 이전한 것 외에도, 새로운 락의 발사도 예정하고 있어, 2009년에는 ISPR 규격의 ISS 장기 체류원용 개인실 1기를 설치한다. 이것은 캡슐 호텔과 같은 1인분의 개인 공간에서, ISS의 체류 인원 수를 3명에서 6명으로 증강시키기 위해서 증설된다. 2009년 후반부터 체류 예정인 노구치 소이치 비행사가 키보에 거주할 가능성도 있다.
JAXA가 설치하는 락은 이하와 같다.

#### 유체 실험 락(RYUTAI)
1J/A 미션으로, 선내 보관실에 탑재해서 발사되었다. 1J미션으로 선내 실험실에 이전되어, 이후 배선 등이 행해져 사용이 가능하게 된다. 대류의 관찰이나 결정 성장 실험 등을 실시해, 결정 생성 메커니즘의 해명이나 결정 성장 제어 기술 개발을 행하기 위한 실험을 실시한다.
- 유체 물리 실험장치(FPEF)
- 용액 결정화 관찰 장치(SCOF)
- 단백질 결정 생성 장치(PCRF)
- 화상 취득 처리 장치(IPU)

#### 세포 실험 락(SAIBO)
1J/A미션으로, 선내 보관실에 탑재해서 발사되었다. 1J미션으로 선내 실험실에 이전되어, 이후 배선 등이 행해져 사용이 가능하게 된다. 식물이나 세포 등을 배양해, 우주 환경이 생물에게 주는 영향을 해명하기 위한 실험을 실시한다.
- 세포 배양 장치(CBEF)
- 클린 벤치(CB)
- 궤도상 냉동 냉장고(MELFI)

#### 구배 화로 락
2010년에 HTV 2호기로 쏘아 올려 설치한다. 시료를 최고 섭씨 1600도까지 가열해 융해, 냉각, 결정화해 반도체의 성질을 연구한다. 우주비행사의 손으로 동시에 15개의 시료를 장착할 수 있어 지상으로부터의 원격 조작으로 시료의 교환이나 실험 조작이 가능하다.
- 노체부(GHF-MP)
- 시료 자동교환기구(SCAM)
- 제어장치(GHF-CE)

#### 다목적 실험 락(MPSR)
2010년 이후 설치를 목표로 개발을 진행시키고 있다.

#### 선외 실험 플랫폼 실험장치
선내 실험장치와 같이 JAXA가 5기, NASA가 5기 설치한다. 선외 실험 플랫폼에 장착한 상태로 쏘아 올릴 수 없기 때문에, 선외 팔레트 또는 HTV의 폭로 팔레트에 탑재해 쏘아 올려 로봇팔로 장착된다.

#### 우주 환경 계측 미션 장치(SEDA-AP)
2009년의 2J/A로, 선외 팔레트에 장착해서 발사된다. 인체나 인공위성에 영향을 주는 각종의 우주 환경을 계측한다. 3년간의 계측을 실시한 후, 샘플(재료 폭로 실험장치)을 우주 왕복선으로 가지고 돌아가고, 나머지는 HTV로 폐기될 예정으로 되어 있다. 실제로는 2010년에 우주 왕복선의 퇴역이 결정되었기 때문에, 2012년경에 이용 가능한 회수 수단은 소유스뿐이다.
- 중성자 모니터(NEM)
- 중이온 계측 장치(HIT)
- 플라스마 계측 장치(PLAM)
- 고에너지경입자 모니터(SDOM)
- 원자장 산소 모니터(AOM)
- 전자 부품 평가 장치(EDEE)
- 미소 입자 포획 실험장치(MPAC)
- 재료 폭로 실험장치(SEED)

#### 전천 X선 감시 장치(MAXI)
2009년의 2J/A로, 선외 팔레트에 장착되어서 발사된다. 광시야의 X선 관측 장치를 갖추고, ISS의 공전에 의해 96분 간격으로 하늘 전체의 X선 영상을 촬영해, 돌발적인 천문 현상의 발생을 발견한다.

#### 초전도 서브 1-10밀리미터의 전파 림 방사 사운더(SMILES)
2009년에, HTV 1호기로 쏘아 올려 설치한다. 성층권의 대기에 포함되는 미량의 물질이 방사하는 서브 1-10밀리미터의 전파를 계측해, 오존층의 관측을 실시한다.

## 개발 담당 기업
- 미쓰비시 중공업 - 여압부(선내 실험실·선내 보관실)
- IHI 에어로스페이스 - 폭로부(선외 실험 플랫폼·폭로 팔레트)·여압부 탑재 락·실험장치 등
- 카와사키 중공업 - 에어록·결합부
- 닛폰 전기 - 로봇팔·위성간 통신 시스템